# Машковцев, Андрей Анатольевич
Ма́шковцев Андре́й Анато́льевич (12 августа 1974, г. Киров, Кировская область) — российский историк, специалист в области изучения конфессиональной политики и межконфессиональных отношений, доктор исторических наук (2015), профессор кафедры истории и политических наук Вятского государственного университета.

## Биография
Родился 12 августа 1974 года в Кирове. В 1996 г. окончил исторический факультет Вятского государственного педагогического университета, а в 2001 г.- Московскую государственную юридическую академию (МГЮА). В 1999 году защитил кандидатскую диссертацию на тему «Неправославные христианские конфессии Вятской губернии (60-е гг. XIX в. — 1917 г.)». Научный руководитель — доктор исторических наук, профессор В. А. Бердинских. В 2015 г. защитил диссертацию на соискание учёной степени доктора исторических наук на тему «Конфессиональная политика государства в отношении католиков и протестантов Среднего Поволжья и Приуралья во второй половине XIX — начале XX века». Научный консультант — доктор исторических наук, профессор Ю. А. Балыбердин.
С 2016 г. является профессором кафедры истории и политических наук Вятского государственного университета и Президентской академии г. Киров (КФ РАНХиГС).

## Научная деятельность
Сфера научных интересов — история католицизма и протестантизма в Среднем Поволжье и Приуралье во второй половине XIX — начале XX века, история религиозной политики и межконфессиональных отношений в Российской империи.
В работах А. А. Машковцева рассмотрена эволюция конфессионального курса российского правительства в отношении инославных христиан Волго-Уральского региона во второй половине XIX — начале ХХ в., проанализированы причины его ужесточения или либерализации. Кроме того, был рассмотрен вклад католиков и протестантов в социально-экономическое и культурное развитие региона в указанный хронологической период.
В основу исследований А. А. Машковцева положены документы 50 фондов девяти федеральных архивов страны (Государственный архив Российской Федерации, Российский государственный исторический архив, Национальный архив Республики Татарстан, Центральный государственный архив Кировской области и др.).
С 2015 г. А. А. Машковцев осуществляет научное руководство аспирантами по специальности 07.00.02 — Отечественная история. В 2019 г. в диссертационном совете Уральского федерального университета состоялась успешная защита кандидатской диссертации аспирантки А. А. Машковцева — Е. Б. Касаткиной на тему «Ссыльные уроженцы Кавказа в российской провинции во второй половине XIX — начале XX века: социальная адаптация и взаимоотношения с региональными органами власти (на материалах Вятской губернии)». Проблематика работ аспирантов связана с изучением этноконфессионального курса российского правительства в XIX — начале ХХ в., а также общественно-политической ситуации в Вятско-Камском регионе в позднеимперский период.
Машковцев А. А. — член редакционной коллегии журнала «Вестник гуманитарного образования», входящего в перечень изданий, рекомендованных ВАК РФ

## Научные достижения
Участвовал в реализации гранта РГНФ «Старообрядцы и сектанты Вятской губернии во второй половине XIX — начале XX века: взаимоотношения с региональными властями и Православной церковью» (2015 г.). Автор более 120 публикаций в различных научных периодических изданиях, в том числе 30 статей, опубликованных в журналах из перечня Высшей аттестационной комиссии Российской Федерации («Вопросы истории», «Вестник архивиста», «Военно-исторический журнал», «Родина», «История государства и права» и др.).

## Избранные публикации

### Монографии
1. Машковцев А. А. Конфессиональная политика государства в отношении католиков и протестантов Среднего Поволжья и Приуралья во второй половине XIX — начале XX века. — Киров: ООО "Издательство «Радуга-ПРЕСС», 2015. — 380 с. ISBN 978-5-9906731-8-2
2. Машковцев А.А. Неправославные христианские конфессии Вятско-Камского региона (вторая половина XIX в. — 1917 г.). — Киров: Изд-во ВятГГУ, 2010. — 170 с. ISBN 978-5-93825-789-4
3. Машковцев А.А., Машковцева В. В. Старообрядцы и сектанты Вятской губернии во второй половине XIX — начале XX века: взаимоотношения с региональными властями и Православной церковью. — Киров: ООО "Издательство «Радуга-ПРЕСС», 2015. — 219 с. ISBN 978-5-906544-80-3

### Научные статьи
1. Машковцев А. А. Баптисты и евангельские христиане Среднего Поволжья и Приуралья в годы Первой мировой войны // Вопросы истории. — 2016. — № 2. — С. 150 −160.
2. Машковцев А. А. Документы Госархива Кировской области по истории религиозных меньшинств Вятского края (вторая половина XIX — начало ХХ в.) // Отечественные архивы. — 2011. — № 4. — С. 64 −71.
3. Машковцев А. А. Документы Национального архива Республики Татарстан — источники по истории казанских неправославных христиан. Вторая половина XIX — начало ХХ в. // Вестник архивиста. −2013. — № 1. — С. 34 — 48.
4. Машковцев А. А. Католические военные капелланы Казани в 60-90-х гг. XIX в. // Военно-исторический журнал. — 2012. — № 11. — С. 56-60.
5. Машковцев А. А. Католическое духовенство в казанской ссылке: система административно-полицейского контроля // История государства и права. — 2013. — № 23. — С. 52-56
6. Машковцев А. А., Машковцева В. В. Конфессиональная политика государства по отношению к старообрядческим молельням во второй четверти XIX в. (на материалах Вятской губернии) // Вестник Томского государственного университета. — 2018. -№ 429. — С. 160 −167.
7. Машковцев А. А., Машковцева В. В. Конфессиональная политика правительства Николая I в отношении старообрядцев и духовных христиан (по материалам Вятской губернии) // Вопросы истории. — 2018. — № 10. — С. 145—161.
8. Машковцев А.А. Под строгий надзор полиции: униатский епископ Ян Калинский в православной Вятке // Родина. — 2014. — № 4. — С. 63-66
9. Машковцев А. А., Касаткина Е. Б. Польские и кавказские ссыльные в Вятской губернии во второй половине XIX — начале ХХ в. // Вопросы истории. — 2017. — № 12. — С. 137—144.
10. Машковцев А.А. Польское восстание 1863—1864 гг. и католические общины Казани и Вятки // Вопросы истории. — 2013. — № 10. — С. 138—146.
11. Машковцев А.А. Польское католическое духовенство в вятской ссылке в 1860—1870-е гг. // Вопросы истории. — 2011. — № 3. — С. 91-100.
12. Машковцев А. А., Машковцева В.В. Роль женщины в религиозном инакомыслии в XIX — начале ХХ в. (на материалах Вятской губернии) // Женщина в российском обществе. — 2019. — № 2. — С. 87-97.
13. Mashkovtsev A.A. The January Uprising of 1863 Influence on the Status of Officials of Polish Origin in the Middle Volga Region and the Urals // East European History. — 2017. — № 1 (3).-С. 3-6.

## Общественная деятельность
- Член Российского исторического общества (с 2014 г.) и Российского военно-исторического общества (с 2015 г.)
- Член Научного совета в сфере архивного дела при Министерстве культуры Кировской области (с 2019 г.)
- Организатор областных олимпиад по истории для учащихся старших классов общеобразовательных учреждений: «Великая русская революция 1917 года» (2017 г.), «Россия и мир в Первой мировой войне» (2018 г.), «Народ и армия в Великой Отечественной войне» (2020 г.) и др.
- Председатель жюри регионального этапа Всероссийской олимпиады школьников по истории (с 2014 г.)

## Награды
- Почётная грамота Департамента образования Кировской области (2006 г.)
- Диплом Фонда развития отечественного образования за лучшую научную книгу (2006 г.)
- Благодарность Министерства образования и науки Российской Федерации (2009 г.)
- Благодарственное письмо Законодательного собрания Кировской области (2012 г.)
- Диплом лауреата конкурса «Вятская книга года — 2015» в номинации «Лучшее научное издание» (2016 г.)
- Почётная грамота Законодательного собрания Кировской области (2016 г.)
- Благодарственное письмо директора Института этнологии и антропологии им. Н. Н. Миклухо-Маклая РАН (2019 г.)
- Благодарственное письмо Отдела религиозного образования и катехизации Вятской епархии (2020 г.)